# Baterija (elektrika)
Električna baterija je naprava iz ene ali več elektrokemičnih celic, ki lahko spremeni kemično energijo v električno in obratno pri polnilnih baterijah. Vsaka celica vsebuje pozitivni terminal - katodo in negativni terminal - anodo. Prisoten mora biti tudi elektrolit, snov med elektrodami v kateri je shranjena energija v obliki ionov. 

## Tipi baterij
Pri primarnih baterijah (za enkratno uporabo) se elektrode spremenijo in jih ni mogoče še enkrat napolniti. Primer takih baterij so alkalne baterije.. 
Sekundarne baterije (polnilne baterije) se da napolniti in porabiti večkrat. Originalno stanje se obnoviti s spremembo smeri toka. 
Primeri takih baterij so svinčeni akumulator, Li-Ion baterija, Li-Polimer, NiMH, NiCd, in druge.
Obe vrsti baterij imata nizko specifično energijo (energijo na kilogram mase) v primerjavi s fosilnimi gorivi. Prednost baterij je v tem, da imajo visok izkoristek pri pretvorbi iz kemične v električno, približno 90% ali celo več. Medtem ko imajo najboljši motorji z notranjim zgorevanjem redko izkoristek čez 40%.

## Življenjska doba
Življenjska doba baterij je omejena, s časom pride do samoizpraznenja, ki je večji pri polnilnih baterijah (posebej NiCd, Li-Ion precej manj). Omejeno je tudi število ciklov praznjenja in polnjenja. Nikelj-kadmijeve NiCd imajo t. i. efekt spomina (ang. memory effect), ko se ne povsem napolnijo ali izpraznejo. NiCd baterije je treba pred ponovno polnitvijo povsem izprazniti sicer se naslednji cikel izpraznejo do nazivne kapacitete. Pri NiMH in vseh vrstah litijevih baterij tega efekta ni več.

## Nevarnosti
Puščanje: baterije lahko puščajo toksične materiale svinec, živo srebro ali kadmij
- Eksplozija: pri avtomobilskih baterija povzroči kratek stik velike tokove, izpust vodika, ki lahko povzroči tudi eksplozijo (posebej ko zaganjamo drug avto, ki je imel prazen akumulator) , Do ekspolozije lahko pride tudi če preveč napolnimo baterijo.
- Zaužitje: vse baterije so zelo strupene če jih zaužijemo,nekatere so celo smrtno nevarne.